# Мавандуй

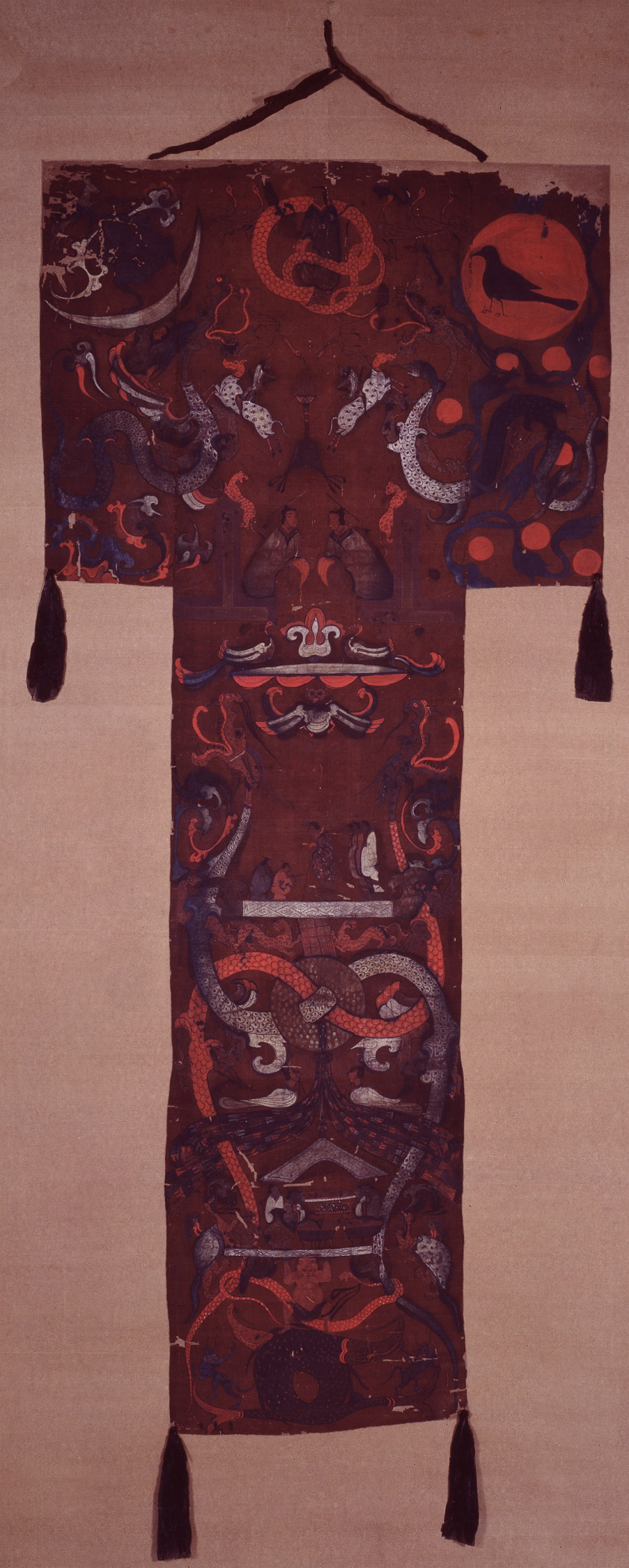
Погребальное знамя-покрывало гроба госпожи Дай

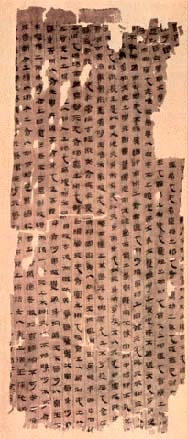
Фрагмент рукописи на шёлке, найденный в захоронении Мавандуй

Мава́ндуй (馬王堆, Mǎwángduī) — археологические раскопки в Чанша (провинция Хунань, КНР), получившие широкую известность благодаря уникальным находкам:

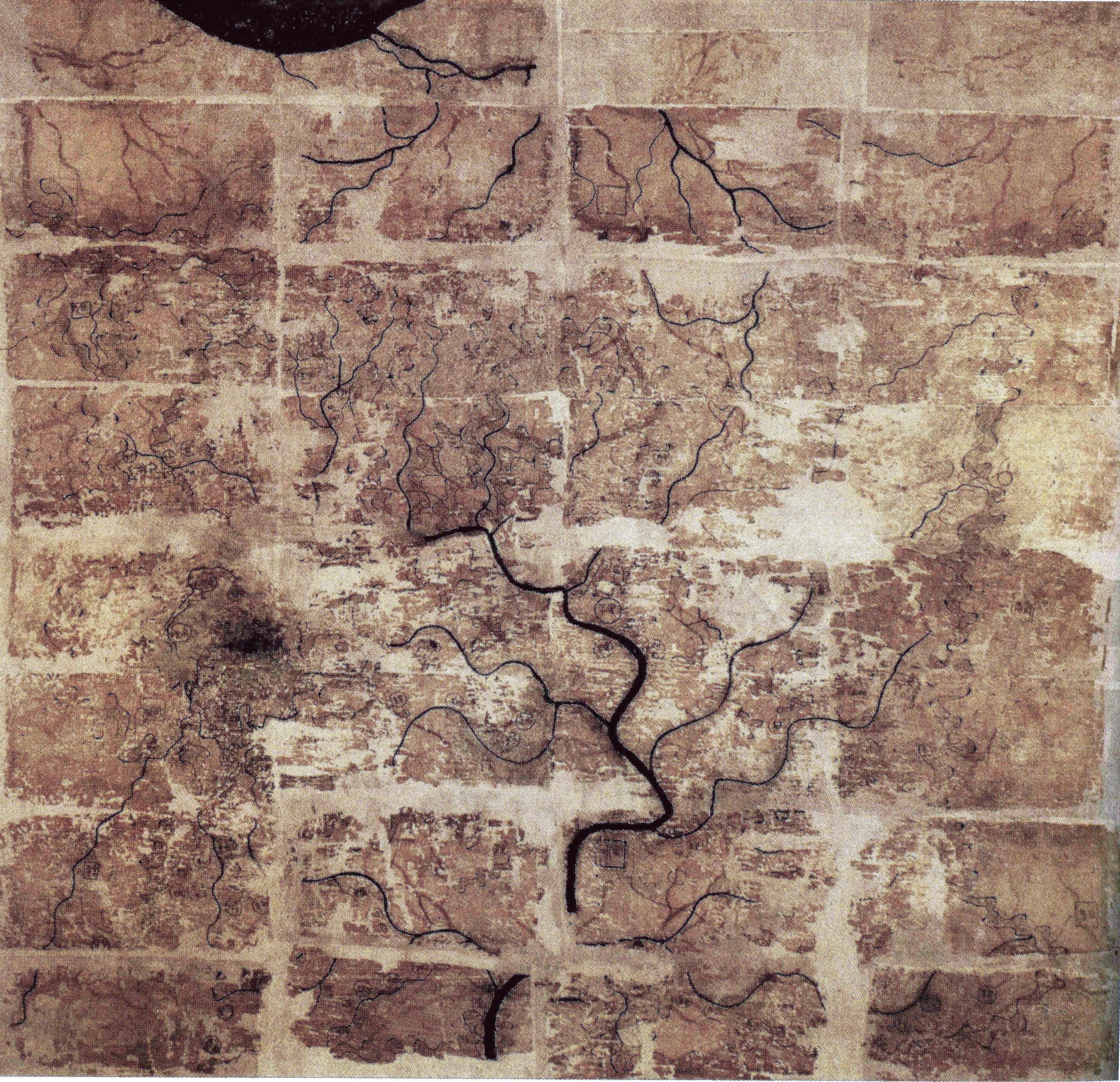
Карта эпохи ранняя Хань на шёлке, найденная в могиле № 3 Мавандуй, показывающая царства Чанша и Намвьет на юге Китая (юг показан наверху карты).

- шёлковые погребальные знамёна: прекрасно сохранившаяся роспись даёт богатый материал для изучения космологии царства Чу;
- шёлковые карты;
- 28 трактатов по астрономии, истории, медицине и прочему, а также древнейшие из известных копий Стратегий Сражающихся царств, И-цзина и Дао Дэ Цзина. (смотри соответственную английскую статью).

В ходе раскопок, проводившихся в 1972-74 годах, было обнаружено три захоронения: маркиза Дай, его супруги Синь Чжуй и, предположительно, сына.
Книги, обнаруженные в третьей из могил, относятся к 168 году до н. э. Многие из них ранее были известны только по названию, а ряд других (как, например комментарии к И-цзину, приписываемые Конфуцию) были абсолютно неизвестны. В 2020 году ученые установили, что медицинские тексты, найденные в Мавандуй, являются древнейшим атласом анатомии человека.
Наиболее ценные находки и значительная часть артефактов хранятся в Музее провинции Хунань.

## Список мавандуйских текстов
- «Карта юга княжества Чанша» кит. 長沙國南部地形圖
- «Хуанди сыцзин» или «Четыре канона Жёлтого Владыки» кит. 黃帝四經
- Chengyitu кит. 城邑圖
- Chunqiu shiyu кит. 春秋事語
- Chuxingzhan кит. 出行占
- Daoyintu кит. 導引圖
- Desheng кит. 德聖
- «Топографические карты» кит. 地形圖
- Ersan zi wen кит. 二三子問
- Fulu кит. трад. 符籙
- He yinyang
- «Книга Жёлтого Владыки» кит. 黃帝書
- Jiuzhu кит. 九主
- «Лао-цзы A» кит. 老子
- «Лао-цзы B» кит. 老子
- Lishu yinyang wuxing кит. 隸書陰陽五行
- Liushisi gua кит. 六十四卦
- Maifa кит. 脉法
- Miaohe
- Mingjun кит. 明君
- Murenzhan кит. 木人占
- Que gu shi qi кит. 卻谷食氣
- Sangfutu кит. 喪服圖
- Shentu кит. 神圖
- Shiwen
- Taichanshu кит. 胎產圖
- Tianwen qixiang zazhan[англ.] кит. 天文氣象雜占
- Tianxia zhidao tan кит. 天下至道談
- Wushi’er bingfang кит. 五十二病方
- «Пять первоэлементов» кит. 五行
- Wuxing zhan кит. 五星占
- Xiang ma jing кит. 相馬經
- Xici кит. 系辞
- Xingde (A) кит. 刑德
- Xingde (B) кит. 刑德
- Xingde (C) кит. 刑德
- «О продлении жизни» кит. 養生方
- «Схема продления жизни» кит. 養生圖
- Yao кит. 要
- «Комментарий к И цзину» кит. 易经系辞
- Yinyang mai sihou кит. 陰陽脈死候
- Yinyang shiyi maijiu jing (A) кит. 陰陽十一脈灸經
- Yinyang shiyi maijiu jing (B) кит. 陰陽十一脈灸經
- Yi zhi yi
- Yuanqintu кит. 園寢圖
- Zajinfang
- Zaliaofang кит. 雜療方
- Zhanguo zonghengjia shu кит. 戰國縱橫家書
- Zhaoli
- «Чжоу и» Zhouyi кит. 周易
- «Комментарий к Чжоу и» кит. 周易系辞
- Zhuanshu yinyang wuxing кит. 篆書陰陽五行
- Zhuchengtu кит. 築城圖
- Zhujuntu кит. 駐軍圖
- Zubi shiyi maijiu jing кит. 足臂十一脈灸經